# Catarhoe colorata
Catarhoe colorata är en fjärilsart som beskrevs av Felix Bryk 1948. Catarhoe colorata ingår i släktet Catarhoe och familjen mätare. Inga underarter finns listade i Catalogue of Life.